# Колинас (Риу-Гранди-ду-Сул)
Колинас (порт. Colinas) — муниципалитет в Бразилии, входит в штат Риу-Гранди-ду-Сул. Составная часть мезорегиона Восточно-центральная часть штата Риу-Гранди-ду-Сул. Входит в экономико-статистический микрорегион Лажеаду-Эстрела. Население составляет 2375 человек на 2006 год. Занимает площадь 58,374 км². Плотность населения — 40,7 чел./км².

## История
Город основан 20 марта 1992 года.

## Известные уроженцы
- Лукас Сааткамп (род. 6 марта 1986) — бразильский волейболист, чемпион мира 2010 года, вице-чемпион Олимпийских игр 2012 года.

## Статистика
- Валовой внутренний продукт на 2003 составляет 27 119 157,00 реалов (данные: Бразильский институт географии и статистики).
- Индекс развития человеческого потенциала на 2000 составляет 0,811 (данные: Программа развития ООН).